# Дампјер сир Салон
Дампјер сир Салон (фр. Dampierre-sur-Salon) насеље је и општина у источној Француској у региону Франш-Конте, у департману Горња Саона која припада префектури Везул.
По подацима из 2011. године у општини је живело 1314 становника, а густина насељености је износила 69,89 становника/km². Општина се простире на површини од 18,8 km². Налази се на средњој надморској висини од 225 метара (максималној 270 m, а минималној 192 m).

## Демографија
| 1962. | 1968. | 1975. | 1982. | 1990. | 1999. | 2011. |
| ----- | ----- | ----- | ----- | ----- | ----- | ----- |
| 931   | 1.076 | 1.205 | 1.237 | 1.227 | 1.218 | 1.314 |

График промене броја становника у току последњих година